# Igram
Igram (maďarsky Igrám) je obec ležící v Bratislavském kraji, okres Senec na Slovensku. Žije zde 590 obyvatel. Narodil se zde slovenský básník Štefan Strážay. V obci se nachází původně barokní kostel sv. Imricha z roku 1772, který byl v roce 1862 neoromanticky upraven a zvětšen.

## Historie
První písemná zmínka o obci pochází z roku 1242, kdy místo bylo uvedeno jako Ikrám. Název zřejmě vznikl odvozením od starého slovanského pojmenování hudebníků (igrici).
Mezi roky 1974 a 1990 byl Igram částí obce Báhoň.